# Tiruverkadu
Tiruverkadu è una suddivisione dell'India, classificata come town panchayat, di 30.734 abitanti, situata nel distretto di Tiruvallur, nello stato federato del Tamil Nadu. In base al numero di abitanti la città rientra nella classe III (da 20.000 a 49.999 persone).

## Geografia fisica
La città è situata a 13° 04' 42 N e 80° 07' 49 E.

## Società

### Evoluzione demografica
Al censimento del 2001 la popolazione di Tiruverkadu assommava a 30.734 persone, delle quali 15.505 maschi e 15.229 femmine. I bambini di età inferiore o uguale ai sei anni assommavano a 3.395, dei quali 1.759 maschi e 1.636 femmine. Infine, coloro che erano in grado di saper almeno leggere e scrivere erano 21.470, dei quali 12.127 maschi e 9.343 femmine.